# Štefan Haščík
Štefan Haščík nebo Štěpán Haščík, též Štefan Haššík (25. listopadu 1898 Dlhé Pole – 1985 Cleveland) byl československý politik a meziválečný poslanec Národního shromáždění za Autonomistický blok, za slovenského státu ministr národní obrany.

## Biografie
Profesí byl tajemník. Podle údajů z roku 1935 bydlel v Michalovcích.
V parlamentních volbách v roce 1935 získal mandát v Národním shromáždění za Autonomistický blok, jehož vznik iniciovala Hlinkova slovenská ľudová strana. Poslanecké křeslo si oficiálně podržel do zrušení parlamentu roku 1939.
V prosinci 1938 byl zvolen ve volbách do Sněmu Slovenskej krajiny (uváděn jako Štefan Haššík).
Působil jako politik a vojenský velitel za slovenského štátu. V letech 1944-1945 byl ministrem národní obrany ve vládě Štefana Tisa. Po válce byl v nepřítomnosti odsouzen k trestu smrti. Zbytek života strávil v exilu.